# Mosteiro de São Miguel das Cúpulas Douradas

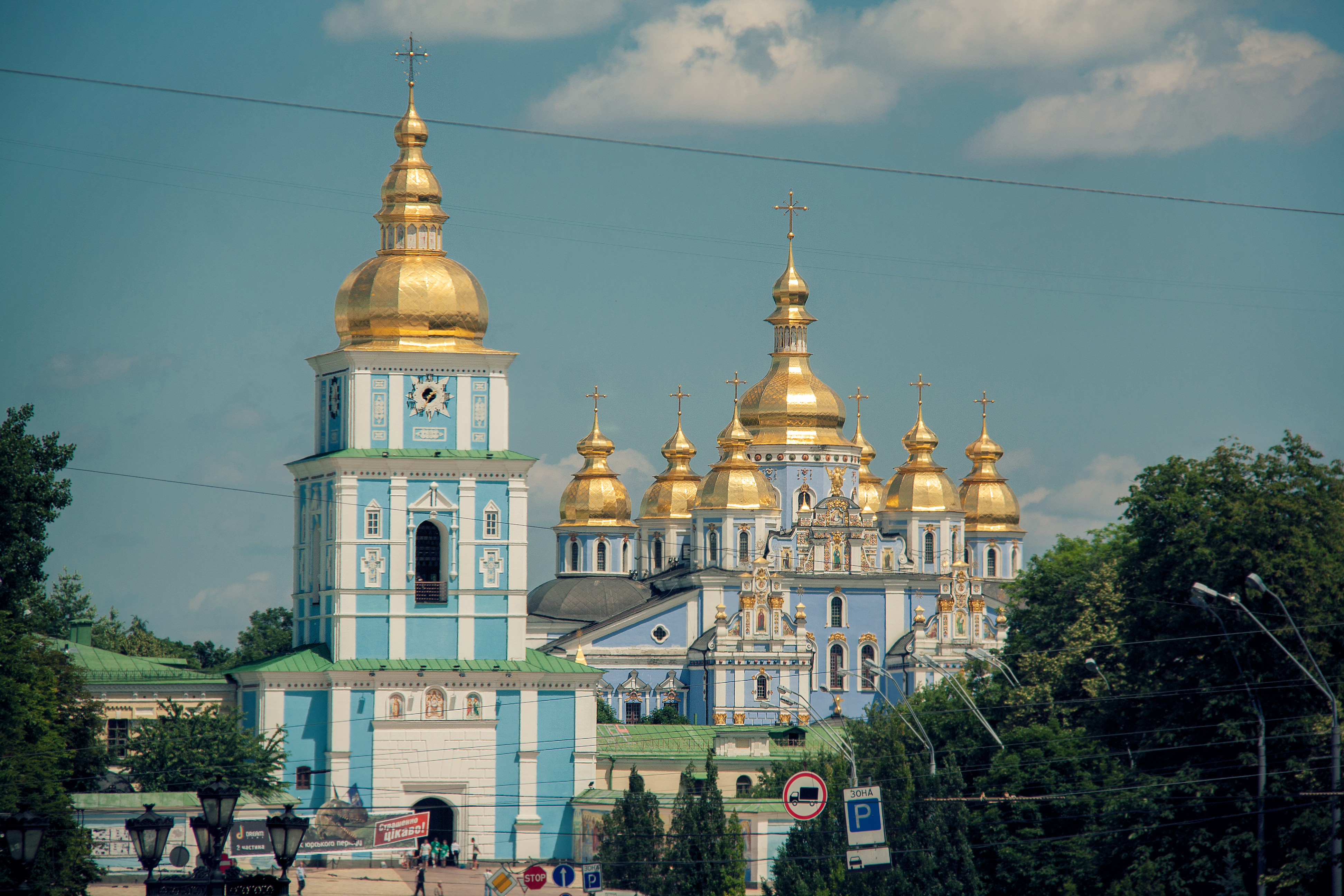
O Mosteiro de São Miguel das Cúpulas Douradas com o seu campanário

O Mosteiro de São Miguel das Cúpulas Douradas (em ucraniano: Михайлівський золотоверхий монастир; romaniz.: Mykhaylivs'kyi zolotoverkhyi monastyr; em russo: Михайловский златоверхий монастырь; Mikhaylovsky zlatoverkhy monastyr) é um mosteiro localizado em Quieve, capital da Ucrânia. Situa-se na parte ocidental do rio Dniepre, à beira de um despenhadeiro e a nordeste da Catedral de Santa Sofia. O local faz parte da cidade alta, o núcleo histórico e administrativo de Quieve, de onde é possível avistar a parte comercial da cidade, o distrito de Podil.
Originalmente construído na Idade Média pelo grão-príncipe Esvetopolco II, o mosteiro compõe-se da catedral (Mykhaylivs'kyi zolotoverkhyi sobre), do refeitório de São João o Divino, construído em 1713, a Porta Econômica (Ekonomichna vrata), construída em 1760, e o campanário do mosteiro que foi acrescentado entre 1716 e 1719. O exterior da estrutura foi reconstruído no século XVIII ao jeito do barroco ucraniano, enquanto o interior continua com o seu estilo bizantino original. A catedral foi destruída na década de 1930 pelas autoridades soviéticas, sendo reconstruída após a independência da Ucrânia.

## História

### Do século XI ao século XIX

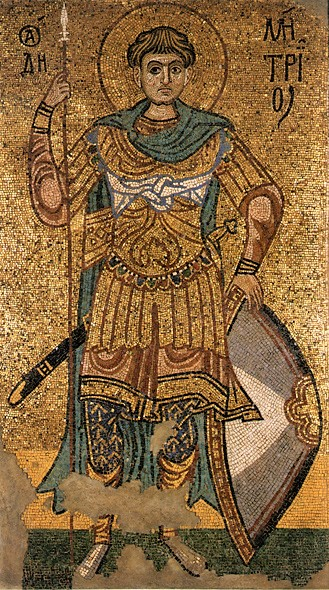
O mosaico de São Demétrio foi instalado por Esvetopolco II na catedral do mosteiro para glorificar o santo patrono de seu pai

Alguns eruditos acreditam que o príncipe Iziaslau I, cujo nome era Demétrio, construiu o mosteiro e a igreja de São Demétrio na "cidade alta" de Quieve na década de 1050, perto da catedral de Santa Sofia. Meio século depois, seu filho, Esvetopolco II, encarregou-se da igreja do mosteiro dedicada ao seu próprio santo patrono, São Miguel. Uma razão para construir a igreja pôde ser a recente vitória de Esvetopolco sobre os polovtsianos nômades, já que o arcanjo São Miguel era considerado o patrono dos guerreiros e a vitória.
O mosteiro era considerado o claustro familiar da família de Esvetopolco, sendo lugar de enterro para os membros da família (em contraste com o mosteiro Vydubychi patrocinado pelo seu rival, Vladimir II Monômaco). Provavelmente, as cúpulas da catedral foram as primeiras cúpulas de cor dourada do principado de Quieve, algo que com o passo do tempo se tornou prática habitual e que deu ao complexo a alcunha de "a cúpula dourada" ou "o teto dourado", segundo a tradução.
Acredita-se que durante a invasão mongol, em 1240, o mosteiro foi seriamente danificado. Os mongóis danificaram a catedral e destruíram suas cúpulas douradas e prateadas. Posteriormente, o claustro caiu em mal estado e não há documentação com respeito à mesma dos dois séculos e meio seguintes. Em 1946, o mosteiro ressurgira e o nome de "Mosteiro de São Demétrio" mudou para "Mosteiro de São Miguel" após a construção por Esvetopolco II da igreja da catedral. Após numerosas restaurações e ampliações ao longo do século XVI, tornou-se gradualmente num dos mosteiros mais populares e ricos da Ucrânia. Em 1620, Iov Boretsky converteu-o em residência do novo bispo metropolitano ortodoxo de Quieve e, em 1633, Isaya Kopynsky foi nomeado supervisor do mosteiro.
O mosteiro gozou do patrocínio dos atamões e outros benefactores através dos anos. A principal atração para os peregrinos eram as relíquias de Santa Bárbara, supostamente trazidas desde Constantinopla em 1108 pela esposa de Esvetopolco II e guardadas num relicário de prata doado pelo atamão Ivan Mazeppa. Embora a maioria dos terrenos monásticos se secularizassem em finais do século XVIII, nos séculos XIX e XX residiam ali nada menos que 240 monges. O mosteiro serviu de residência ao bispo de Chernigov após 1800. Nos terrenos do mosteiro encontrava-se uma escola de chantres, na qual estudaram e ensinaram vários compositores proeminentes tais como Kyrylo Stetsenko e Yakiv Yatsynevych.
Em 1870, cerca de 100 000 peregrinos renderam homenagem a Santa Bárbara no mosteiro de São Miguel. Antes da revolução russa de 1917, entre os cidadãos de Quieve eram muito populares os chamados anéis de Santa Bárbara, que eram anéis fabricados e abençoados no mosteiro. No geral, serviam para atrair a boa sorte e, segundo as crenças populares, para se proteger da bruxaria, além de serem eficazes contra as doenças graves e a morte súbita. Estas crenças referem-se ao fato de o mosteiro não ter sido afetado pela epidemia da peste em 1710 nem pela do cólera do século XIX.

### Demolição da catedral e o campanário (1934–1936)

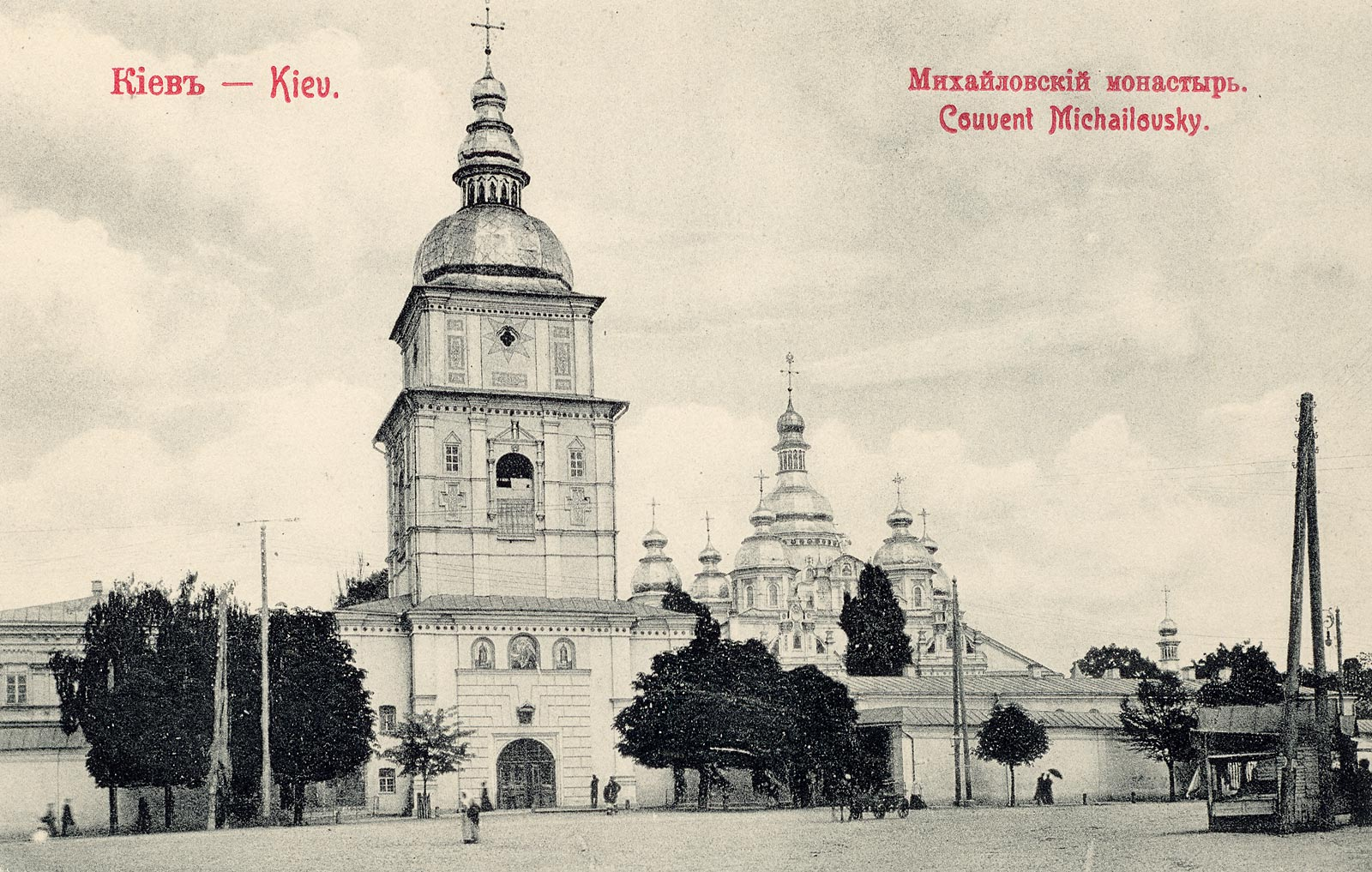
O mosteiro no início dos anos 1900

Durante a primeira metade da década de 1930, várias publicações soviéticas puseram em dúvida os fatos históricos conhecidos a respeito da idade da catedral. As publicações salientaram que o edifício medieval sofrera importantes reconstruções e que o que se conservava era apenas uma pequena parte da catedral original de estilo bizantino. Isto levou à demolição do mosteiro e à sua substituição pelo novo centro administrativo da República Socialista Soviética da Ucrânia (antes situado na cidade de Carcóvia). Antes da sua demolição, entre 8 de junho 8 de junho e 9 de julho de 1934, o edifício foi cuidadosamente estudado por TM Movchanivskyi e K. Honcharev do recentemente expurgado e reorganizado Instituto de Cultura Material da Academia ucraniana das Ciências. Baseando-se no seu estudo, a catedral pertencia nomeadamente ao estilo barroco ucraniano em lugar do século XII, como era acreditado anteriormente, não merecendo assim a preservação devido à sua carência de valor histórico e artístico. Esta conclusão apoiou os planos das autoridades soviéticas para demolir todo o mosteiro. Os historiadores, arqueólogos e arquitetos locais estiveram de acordo com a demolição do mosteiro, embora de má vontade. Somente um professor, Mykola Makarenko, recusou assinar a ata de demolição, falecendo mais tarde numa prisão soviética.
A 26 de junho 26 de junho de 1934, começou a retirada dos mosaicos bizantinos do século XII, dirigida pela Seção de Mosaicos da Academia de Belas Artes de Leningrado. Os especialistas tiveram de trabalhar com pressa devido à iminente demolição, sendo assim incapazes de completar o projeto. Apesar do cuidado e da atenção mostradas durante o retiro dos mosaicos das paredes da catedral, não se pode confiar em que os mosaicos trasladados sejam absolutamente autênticos.
Os mosaicos remanescentes, que cobriam uma área de 45 m², foram repartidos entre o Museu do Hermitage, a Galeria Tretyakov e o Museu Russo. Outra parte destes mosaicos foram instalados no segundo andar da Catedral de Santa Sofia de Quieve, não mostrados aos turistas. Aqueles artigos que permaneceram em Quieve foram tomados pelos nazis durante a Segunda Guerra Mundial e levados para a Alemanha. Após o fim da guerra caíram nas mãos estadunidenses, sendo mais tarde devolvidos a Moscou.
Durante a primavera de 1935 foram demolidas as cúpulas douradas do mosteiro. As portas reais de prata da catedral, o relicário de Mazepa e outros objetos de valor foram vendidos no estrangeiro ou simplesmente destruídos. O Iconóstase de cinco níveis foi retirado da catedral, e tarde destruído. As relíquias de Santa Bárbara foram trasladadas para a igreja dos Dízimos e, após o derribo da igreja, para a catedral de São Vladimir em 1961.
Durante o período de primavera-verão de 1936, foi dinamitado o exterior da catedral junto com o campanário. A Porta Econômica (Ekonomichna Brama) e os muros do mosteiro também foram destruídos. Após a demolição, houve no lugar uma minuciosa procura de objetos de valor realizada pelo NKVD.
O único edifício terminado de construir nos terrenos do antigo mosteiro antes da Segunda Guerra Mundial aloja atualmente o Ministério de Assuntos Exteriores da Ucrânia. A construção do segundo edifício foi planejado para ser construído no local onde estivera a catedral foi atrasada na primavera de 1938 devido a que as autoridades não estiveram satisfeitas com o desenho eleito. O edifício nunca chegou a ser construído.
Tempo depois da demolição, o lugar no que esteve a catedral foi transformado num complexo desportivo, com pistas de tênis e voleibol. O refeitório de São João o Divino foi utilizado como vestiário.

### Reconstrução e conservação (1963–2004)
Em agosto de 1963, o refeitório do mosteiro, que se salvara do derribo do mosteiro, foi designado monumento arquitetônico da R.S.S. da Ucrânia. Em 1973, o município de Quieve estabeleceu na cidade várias "zonas de preservação arqueológica", que incluíam os terrenos do mosteiro. Contudo, o lugar ocupado pela antiga catedral foi excluído do Parque-Museu histórico arqueológico desenvolvido pelo arquiteto A. M. Miletskyi e os assessores M. V. Kholostenko e P. P. Tolochko.
Na década de 1970, os arquitetos ucranianos I. Melnyk, A. Zayika, V. Korol, e o engenheiro A. Kolyakov elaboraram um plano de reconstrução do Mosteiro de São Miguel. Contudo, estes planos apenas foram levados em consideração depois da dissolução da União Soviética em 1991.
Após a independência da Ucrânia em 1991, a demolição do mosteiro foi considerada um delito e começaram a ser escutadas as vozes que pediam a sua reconstrução a escala natural como parte importante do patrimônio cultural do povo ucraniano. Estes projetos foram aprovados e realizados entre 1997 e 1998, após o qual o campanário e a catedral foram transferidos à Igreja Ortodoxa Ucraniana — Patriarcado de Quieve. Yurii Ivakin, arqueólogo chefe do sítio, disse que durante as escavações prévias à reconstrução foram recuperados 260 artefatos antigos e valiosos. Além disso, foi descoberta uma parte da antiga catedral, ainda intata, que atualmente constitui uma parte da cripta da catedral.
Com o apóio das autoridades da cidade de Quieve, o arquiteto e restaurador E. Lositskiy e outros reconstruíram a parte ocidental dos muros de pedra. Depois foi reconstruído o campanário e convertido num palco de observação. Em lugar do relógio original foi instalado um relógio eletrônico com um conjunto de 40 badaladas no qual podem ser escutadas melodias de famosos compositores ucranianos. Por último foi reconstruída a catedral e decorada por um conjunto de ícones barrocos de madeira, cópias dos antigos mosaicos e afrescos e novas obras de arte de artistas ucranianos.
A reconstruída Catedral de São Miguel das Cúpulas Douradas foi inaugurada oficialmente a 30 de maio 30 de maio de 1999. Contudo, a decoração, os mosaicos e os afrescos interiores não foram completados até 28 de maio 28 de maio de 2000. Em 2001, as capelas laterais foram consagradas a Santa Bárbara e a Santa Catarina. Durante os quatro anos seguintes, as obras de arte e 18 dos 29 mosaicos da catedral original foram devolvidos por Moscou após anos de tedioso debate entre as autoridades da Ucrânia e a Rússia. Porém, em finais de 2006, os mosaicos que ainda permanecem no Museu Hermitage de São Petersburgo foram trasladados para Quieve.

## Arquitetura
A arquitetura do mosteiro incorpora elementos arquitetônicos que evoluíram dos estilos predominantes durante os períodos bizantino e barroco. A catedral é a principal igreja do mosteiro, construída entre 1108 e 1113, a pedido de Esvetopolco II. A catedral era a maior das três igrejas do mosteiro de São Demétrio. A antiga catedral foi o modelo para a catedral da Assunção do Mosteiro das Cavernas de Quieve. Tinha planta de cruz grega predominante durante a época do Principado de Quieve, seis pilares e três absides. Uma igreja em miniatura, provavelmente um batistério, lindava com a catedral a Sul. Havia também uma torre com uma escada que levava para o trifório, que foi incorporado à parte setentrional do nártex sobressaindo do bloco principal. É provável que a catedral tivesse uma única cúpula, embora outras duas cúpulas mais pequenas poderiam coroar a torre e o batistério. A decoração interior era esplêndida, assim como os brilhantes mosaicos de grande qualidade, provavelmente os melhores do Principado de Quieve.

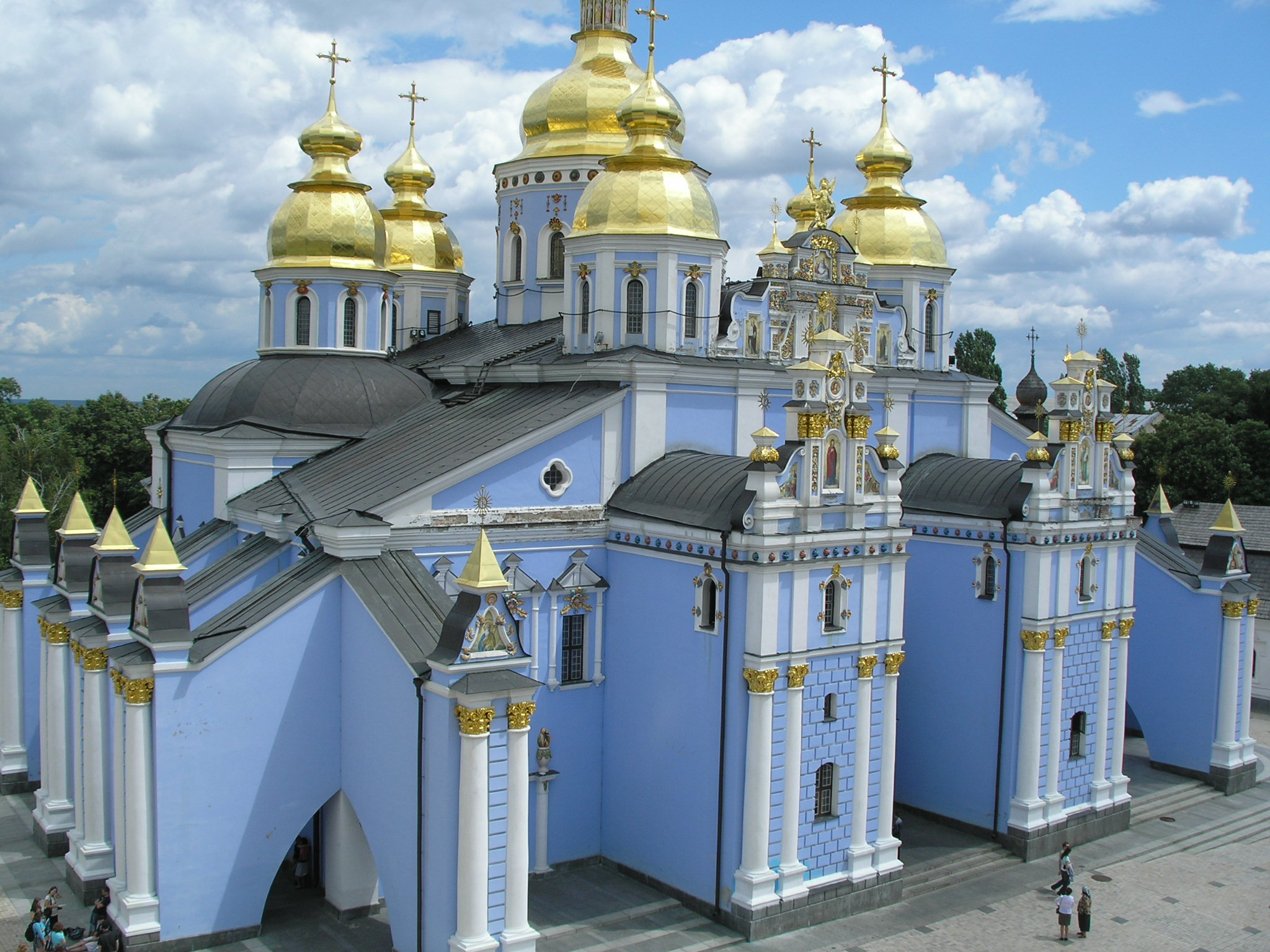
A Catedral de São Miguel das Cúpulas Douradas vista desde o campanário

Quando as igrejas medievais de Quieve foram reconstruídas em finais do século XVII e princípios do XVIII ao jeito do barroco ucraniano, a catedral foi ampliada e renovada. Em 1746, o exterior da catedral era de estilo barroco enquanto o interior mantinha seu estilo bizantino original. À originalmente única cúpula foram-lhe acrescentadas seis cúpulas mais, construindo-se contrafortes para contrarrestar assim a pressão acrescentada sobre os muros. O restante dos muros medievais, caracterizados pelas suas camadas alternas de calcário e tijolo, foram cobertas com estuque. Ivan Hryhorovych-Barskyi foi o arquiteto responsável pelos caixilhos das janelas e da ornamentação com estuque.
Dentro da igreja foi instalado em 1718 um complexo iconóstase de cinco níveis orçado pelo atamão Pavlo Skoropadsky e realizado por Grigory Petrov de Chernigov. Durante os séculos XVIII e XIX, foram repintados sobre as paredes interiores quase todos os mosaicos e frescos bizantinos originais. As restaurações sobre os mosaicos e frescos que ficaram sem repintar foram realizadas em finais do século XIX. Contudo, não existem pesquisas importantes e sérias das paredes, pelo qual é possível que os frescos ou mosaicos medievais se conservem sob as camadas de gesso mais recentes.
O refeitório do mosteiro (Trapezna) é um edifício retangular de tijolo no qual se encontra o comedor dos monges bem como diversas cozinhas e despensas. O exterior está dividido por pilastras e amostra caixilhos de janelas que recordam a arquitetura moscovita tradicional. O refeitório foi erigido em 1713 no lugar ocupado por outro de madeira mais antigo. O interior foi modificado em 1827 e 1837, realizando-se obras de restauro entre 1976 e 1981. O campanário do mosteiro construiu-se entre 1716 e 1720 em três níveis, terminando em uma cúpula em forma de pera.